# Catsuit

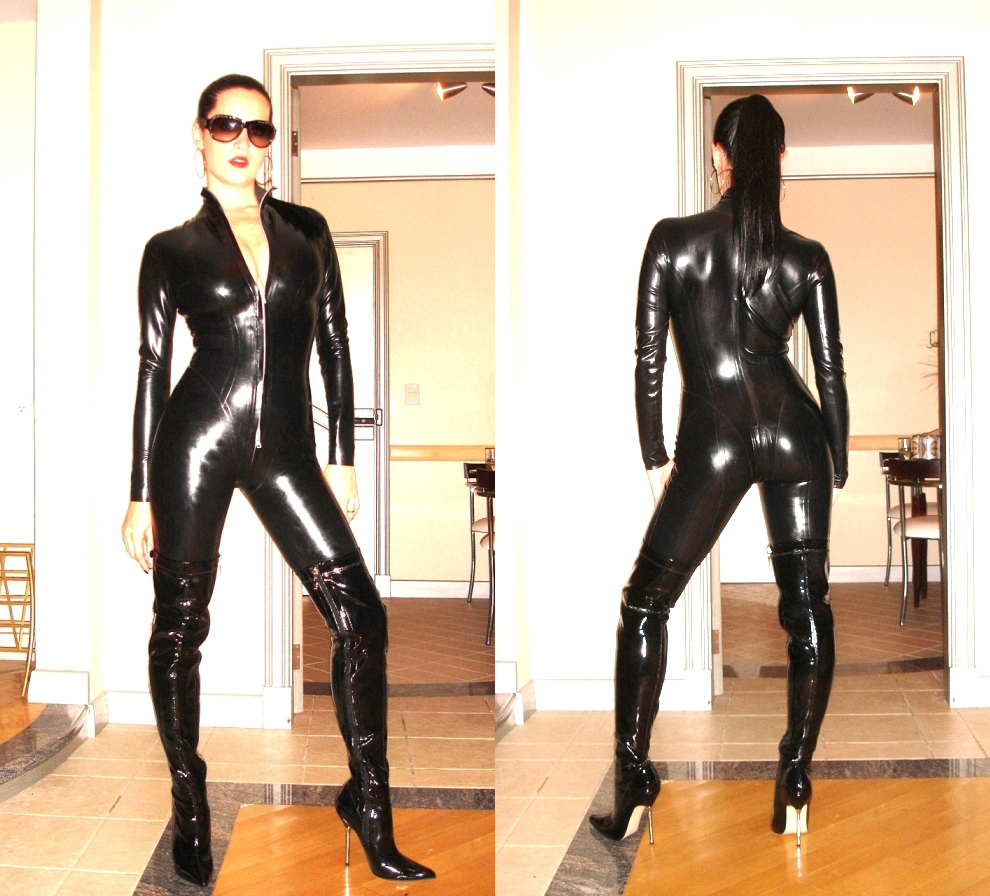
Modelo vestida con un Catsuit en látex negro y botas.

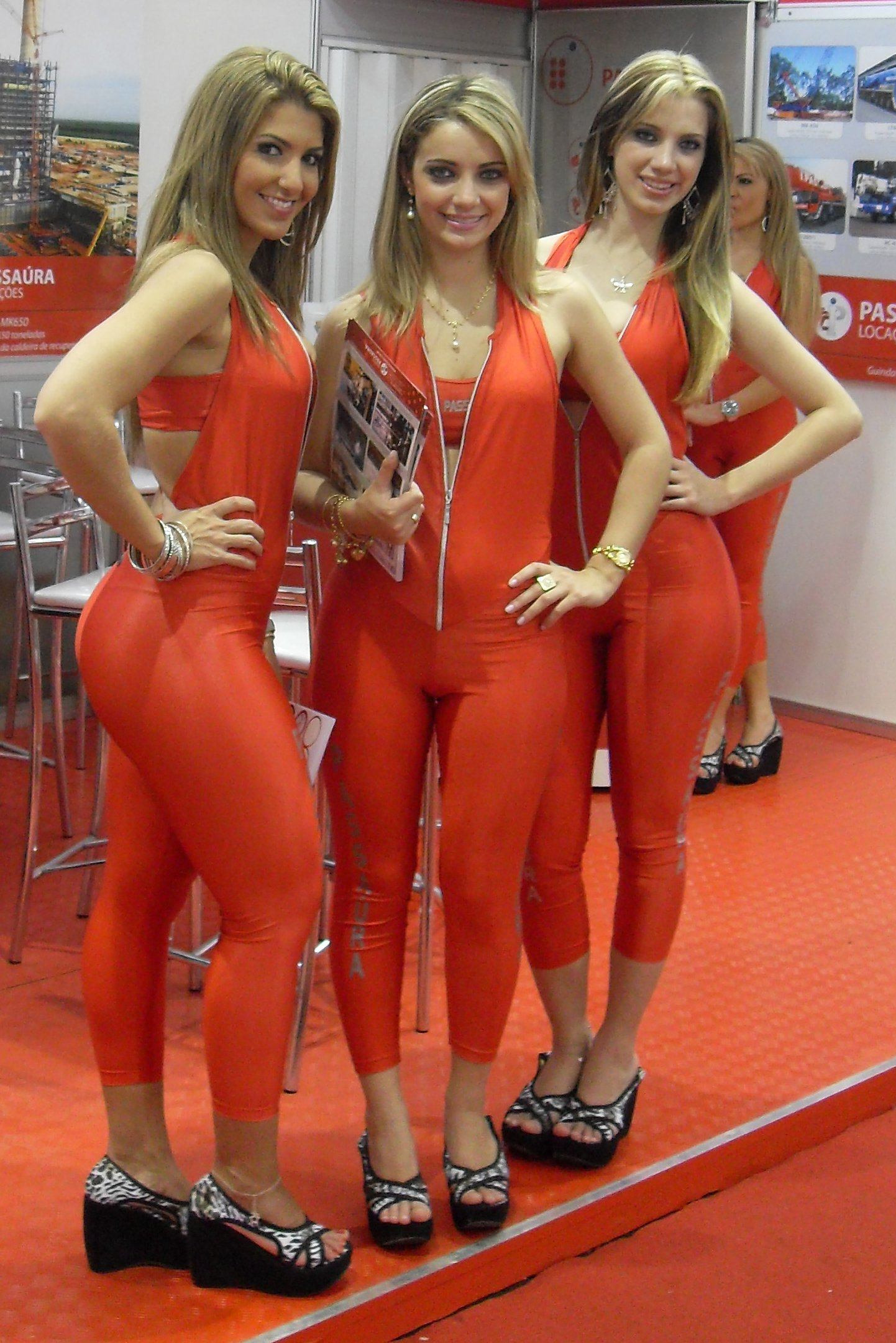
Modelos promocionales en catsuits sin mangas.

Un catsuit es una prenda de una sola pieza que cubre el torso y las piernas y frecuentemente los brazos. Por lo general, están hechos de material elástico, como licra, gasa, spandex (después de 1959), látex, velur o terciopelo, pero pueden usar materiales menos elásticos, como cuero o PVC. Los catsuits se cierran con frecuencia mediante una cremallera en la parte delantera o trasera. Los catsuits también se utilizan para la sexualización.

## Uso
Los catsuits se usaron ocasionalmente como un artículo de moda en varias ocasiones desde la década de 1960 hasta la de 1990. Atletas deportivos del patinaje de velocidad, bobsleigh, triatlón de invierno, esquí, ciclismo y gimnasia emplean trajes similares a los catsuits, pero diseñados específicamente para las necesidades de su deporte en particular. También son similares en aspecto al wetsuit y al drysuit utilizados por buceadores y nadadores.
El nombre catsuit apareció entre 1955 o 1960. Se desconoce el origen del nombre; puede referirse a un aspecto furtivo y felino dado al usuario por algunas versiones. En la cultura popular, los catsuits se han convertido en el traje estereotipado de las dominatrices.

## Uso en personajes del espectáculo y los deportes

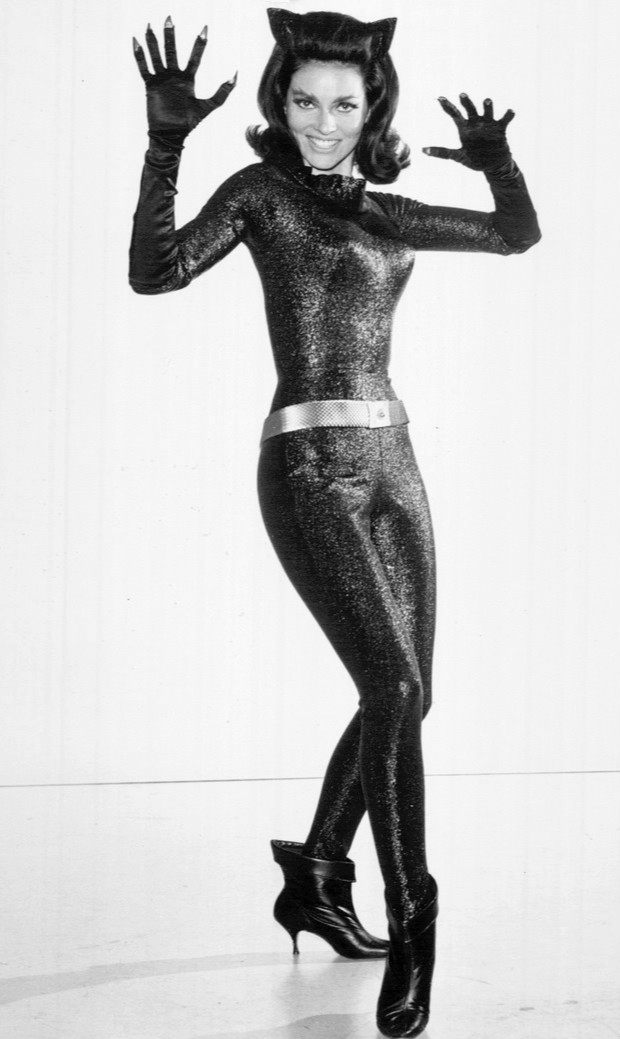
Actriz Lee Meriwether en el papel de Catwoman (1966).

- En cómics y sus spin-off, los catsuits son a menudo usados por superhéroes y supervillanos de ambos sexos. Un buen ejemplo de ello son los X-men, Batgirl y Black Panther. Un icono bien conocido es Catwoman, la villana de la serie Batman, quien ha sido interpretada en años recientes por Michelle Pfeiffer, Halle Berry y Anne Hathaway.[7]
- Scarlett Johansson usa un catsuit que retrata a Natasha Romanoff / Black Widow en varias películas, comenzando con Iron Man 2 (2010).[8]
- En tenis Serena Williams llevó una vez un catsuit negro durante el Abierto de Estados Unidos de 2002 y el Torneo de Roland Garros 2018.[9]
- Los personajes femeninos principales de la serie de películas Underworld y The Matrix vestían catsuits.[10]
- Algunas villanas y heroínas de las películas de espías usan catsuits, como Rachel Nichols y Sienna Miller en GI Joe: The Rise of Cobra.[11]
- Un uso icónico de los catsuits en los medios populares fue en el programa de televisión británico Los vengadores, donde Cathy Gale (Honor Blackman) y Emma Peel (Diana Rigg) vestían trajes de cuero ajustados; Se eligió el cuero porque iluminaba bien la iluminación del estudio y no se rajaba durante las escenas de acción.[12]
- Shirley Bassey usó un catsuit de gasa sin mangas para una fotografía de álbum plegable y en un concierto.[13]
- Lara Croft, heroína de la franquicia Tomb Raider, ha usado catsuits en segmentos específicos de Tomb Raider III y Tomb Raider Chronicles.[14][15]
- En la serie de televisión Star Trek: Enterprise, el comandante vulcano T'Pol (interpretado por Jolene Blalock) vestía un uniforme que a veces se describe como un catsuits.[16]
- En las películas de ciencia ficción abundan los catsuits, como Olivia Wilde en Tron: Legacy.[17]
- Britney Spears lució un catsuit rojo en el vídeo Oops!... I Did It Again.[18]
- Otras cantantes que han vestido catsuits en sus presentaciones son Cher,[19] Jennifer Lopez,[20][21] Shania Twain,[22] Rihanna,  entre otras.[23] Katy Perry,[24]